# Mohamad Muda Asri
Datuk Mohamad Muda Asri (verschiedene Namensformen, u. a. Sri Datuk Haji Mohd Asri bin Haji Muda – Datuk, Sri und Haji sind Ehrentitel; * 10. Oktober 1923 in Kota Bharu, Kelantan, Malaysia; † 28. August 1992 in Kuala Lumpur) war ein malaysischer Politiker und langjähriger Vorsitzender der Parti Islam Se-Malaysia (PAS).

## Leben
Datuk Asri kam über eine malaiische Grundschulausbildung nicht hinaus, arbeitete dann aber abwechselnd als Schullehrer und Journalist für malaiische Medien. Nach dem Ende des Zweiten Weltkriegs im Pazifikraum engagierte er sich, angeregt durch die islamische Modernisierung und den Erfolg der nationalen Revolution in Indonesien, in radikalen politischen Gruppen Malayas. Er trat 1953 der Parti Islam Se-Malaysia (Islam Partei für Gesamt-Malaysia) bei und stieg auf der Karriereleiter schnell nach oben. 1959 konnte er in Kelantan nach den allgemeinen Wahlen die Landesregierung bilden. Zwischen 1959 und 1974 wurde Datuk Asri kontinuierlich in Landes- und Bundesparlamente gewählt. 1964 wurde er Vorsitzender der PAS und gleichzeitig Chefminister von Kelantan. Als die PAS im Januar 1973 der Barisan Nasional (Nationale Front) beitrat, gab Datuk Asri seinen Posten im Land Kelantan ab und wurde Bundesminister für Länder und besondere Aufgaben.
Die politische Verbindung zwischen PAS und Nationaler Front war nur von kurzer Dauer, und 1978 konnte die United Malays National Organization (UMNO) die Mehrheit der Stimmen in Kelantan gewinnen. 1982 wurde Datuk Asri von jungen Abgeordneten zum Rücktritt gezwungen, die von den Ergebnissen seiner politischen Arbeit enttäuscht waren.
Nach seinem Rücktritt gründete Datuk Asri die Partei Parti Hiskul Muslimin Malaysia (Hamim), doch konnte er mit ihr keine politischen Erfolge erzielen. Er vereinigte die Partei mit dem Angkatan Perpaduan Ummah (Muslim Unity Front), die auch die PAS einschloss, um an den Wahlen 1990 teilzunehmen; obwohl die Front Kelantan gewann, konnte Datuk Asri wieder keinen persönlichen Erfolg verbuchen.
Datuk Asri starb im Krankenhaus Pusat Perubatan Tawakal in Kuala Lumpur.